# آقای شگفت‌انگیز (کمیک)
آقای شگفت‌انگیز (به انگلیسی: Mister Fantastic) با نام واقعی رید ریچاردز یک شخصیت خیالی ابرقهرمان در کتاب های کمیک مارول کامیکس است که برای اولین بار در کمیک شماره ۱ چهار شگفت‌انگیز (نوامبر۱۹۶۱) حضور پیدا کرد. این شخصیت توسط استن لی و جک کربی خلق شده‌است.
گاهی اوقات ریچاردز به عنوان باهوش‌ترین انسان جهان در کمیک‌های مارول معرفی می شود. او مخترع فضاپیمایی است که در سفری فضایی به وسیله بمباران تابش کیهانی، موجب به وجود آمدن قدرت های فرابشری گروه چهار شگفت‌انگیز شد. در اثر این حادثه ریچاردز قدرت کش دادن و تغییر اندازه بدن اش به میل خود را به دست آورد.

## بررسی اجمالی
دکتر رید ریچاردز ، معروف به آقای شگفت‌انگیز یک دانشمند و مخترع برنده جایزه نوبل آمریکایی است ، که باهوش ترین انسان زمین شناخته شده است. او یک پیرو با تسلط بر همه علوم از جمله ؛ برق ، مکانیک ، مهندسی هوا فضا ، الکترونیک ، شیمی ، فیزیک ، زیست شناسی و فراتر از آن است. ریچاردز در طول سفر به فضا در موشک دزدیده شده به همراه بهترین دوست خود بن گریم ، دوست دختر آن زمان او استورم و برادر کوچکترش جانی استورم ، در معرض تابش زیاد کیهانی قرار گرفت. تابش باعث جهش او و دوستانش شد و به او اجازه داد بدن خود را کشیده و قالب دهد. آنها با هم به چهار شگفت‌انگیز تبدیل شدند ، تیمی از ماجراجویان که فضا ، زمان و ابعاد متناوب را کاوش کردند و جهان را از طریق تهدید های مبتنی بر علم نجات دادند.

## در رسانه
الکس هاید-وایت به ایفای نقش این شخصیت در فیلم اکران نشده چهار شگفت‌انگیز (۱۹۹۴)، یوان گریفید در فیلم چهار شگفت‌انگیز (۲۰۰۵) و دنبالهٔ آن چهار شگفت‌انگیز: قیام موج‌سوار نقره‌ای (۲۰۰۷) و مایلز تلر در فیلم چهار شگفت‌انگیز (۲۰۱۵) و جان کرازینسکی در فیلم دکتر استرنج در چند جهانی دیوانگی(۲۰۲۲) بازی کرده‌است.